# Costeștii din Vale (gmina)
Costeștii din Vale – gmina w południowej Rumunii, w okręgu Dymbowica.
W skład gminy wchodzą 3 miejscowości: Costeștii din Vale, Mărunțișu i Tomșani. Według stanu na rok 2011 liczyła 3485 mieszkańców, zaś w roku 2021 jej liczebność wynosiła 3437 mieszkańców.